# Песчаный Брод (Новоукраинский район)
Песча́ный Брод (укр. Піщаний Брід) — село, центр Песчанобродской сельской общины Новоукраинского района Кировоградской области Украины.
Население по переписи 2024 года составляло 2108 человек. Почтовый индекс — 27037. Телефонный код — 5253. Занимает площадь 7,662 км². Код КОАТУУ — 3521785301.
В 1935—1959 годах — административный центр Песчанобродского района. После упразднения района село вошло в состав Новоукраинского района, а в 1962 году — в Добровеличковский район. В 2020 году Добровеличковский район был расформирован и село стало центром Песчанобродской сельской общины Новоукраинского района

## Известные люди
В селе родились:
- Галина Кузьменко — жена Нестора Махно.
- Людмила Чижова — поэтесса.
- Василий Мациевич — Герой Советского Союза.